# Canteloup, Manche
Canteloup är en kommun i departementet Manche i regionen Normandie i norra Frankrike. Kommunen ligger i kantonen Saint-Pierre-Église som tillhör arrondissementet Cherbourg. År 2022 hade Canteloup 216 invånare.

## Befolkningsutveckling
Antalet invånare i kommunen Canteloup
| Referens: INSEE |